# 物理学における粒子の一覧
物理学における粒子の一覧（ぶつりがくにおけるりゅうしのいちらん）は、素粒子および素粒子に準ずる粒子の一覧である。
名称の後ろには、粒子記号を付した。

## 素粒子
- フェルミ粒子
  - クォーク q
    - アップクォーク u
    - ダウンクォーク d
    - チャームクォーク c
    - ストレンジクォーク s
    - トップクォーク t
    - ボトムクォーク b

  - レプトン l
    - 荷電レプトン l∓
 
      - 電子 e−
 /陽電子 e+
 
      - ミュー粒子 μ−
 
      - タウ粒子 τ−
 

    - ニュートリノ ν
      - 電子ニュートリノ ν 
e
      - ミューニュートリノ ν 
μ
      - タウニュートリノ ν 
τ
- ボース粒子
  - ゲージ粒子
    - 光子 γ
    - ウィークボソン
      - Wボソン W
      - Zボソン Z

    - グルーオン g

  - スカラー粒子
    - ヒッグス粒子 H0
- その他
  - ゴースト場

## 仮説上の素粒子
- 超対称性粒子
  - ボシーノ
    - ゲージーノ
      - フォティーノ γ͂
      - ウィーノ W͂
      - ビーノ b͂

    - ズィーノ X͂
      - グルイーノ g͂

    - グラビティーノ G͂
    - ヒグシーノ H͂
    - ニュートラリーノ
    - チャージーノ
    - アクシーノ A͂0
 

  - スフェルミオン
    - スクォーク q͂
    - スレプトン l͂
- ゲージ粒子
  - 重力子 G
  - Xボソン X
  - Yボソン Y
  - W'ボソン
  - Z'ボソン
- 位相欠陥
  - 磁気単極子
  - 宇宙ひも
- その他
  - アクシオン A0
 
  - ディラトン
  - インフラトン
  - マヨロン J
  - ステライルニュートリノ
  - プレオン
  - タキオン
  - X17粒子

## 複合粒子
- ハドロン
  - バリオン/ハイペロン
    - 核子 N
      - 陽子 p
      - 中性子 n

    - 反核子 N
      - 反陽子 p
      - 反中性子 n

    - デルタ粒子 Δ
    - ラムダ粒子 Λ
    - シグマ粒子 Σ
    - グザイ粒子 Ξ
    - オメガ粒子 Ω

  - 中間子/クォーコニウム
    - パイ中間子 π
    - K中間子 K
    - ロー中間子 ρ
    - ジェイプサイ中間子 J/ψ
    - ウプシロン中間子 Υ
    - イータ中間子 η
    - ファイ中間子 φ
    - オメガ中間子 ω
    - シータ中間子 θ
    - B中間子 B
    - D中間子 D
    - T中間子 T
- 異種原子
  - ポジトロニウム 1
 S 
0/3
 S 
0
  - ミューオニウム
  - パイオニウム
  - プロトニウム
- その他 
  - 原子核
  - ハイパー核
  - ダイクォーク
  - 原子
  - 分子
  - イオン
  - 超原子
  - 超分子

## 仮説上の複合粒子
- 異種ハドロン
  - 異種バリオン
    - ペンタクォーク
    - ダイバリオン

  - 異種中間子
    - テトラクォーク
    - ハイブリッドメソン
    - グルーボール
- その他
  - 中間子分子
  - ポメロン

## 準粒子
- ダビドフソリトン
- 励起子
- マグノン
- フォノン
- プラズモン
- ポラリトン
- ポーラロン
- ロトン